# ستاروبيلسك
ستاروبيلسك هي مدينة قريبة من لوهانسك في لوهانسك أوبلاست ، أوكرانيا. إنه بمثابة المركز الإداري لستاروبيلسك رايون. اسست منذ عام 1686. أُعطيت حالة المدينة في عام 1938. يبلغ عدد سكانها 16267 (تقديرات عام 2021)